# Governatore del Texas

Stendardo del Governatore

Il Governatore del Texas (in inglese: Governor of Texas) è il capo del governo e il comandante in capo delle forze armate dello Stato, la Texas National Guard.
Il mandato del governatore dura 4 anni, con la possibilità di essere rieletto per più mandati.
L'attuale governatore è il repubblicano Greg Abbott.

## Elenco

### Texas spagnolo
Dal 1691 al 1821, il Regno del Texas (El Reino de Tejas) faceva parte del Regno della Nuova Spagna (El Reino de Nueva España).
| Nome                                | Inizio mandato  | Fine mandato | Note |
| Domingo Terán de los Ríos           | 23 gennaio 1691 | 5 marzo 1692 | È stato anche governatore di Sonora y Sinaloa, Nueva España.                                             |
| Gregorio de Salinas Varona          | 1692            | 1697         | |
| Francisco Cuervo y Valdés           | 1698            | 1702         | |
| Mathias de Aguirre                  | 1703            | 1705         | |
| Martín de Alarcón                   | 1705            | 1708         | Fondatore di San Antonio.                                                                                |
| Simón Padilla y Córdova             | 1708            | 1712         | |
| Pedro Fermin de Echevers y Subisa   | 1712            | 1714         | |
| Juan Valdez                         | 1714            | 1716         | |
| Martín de Alarcón                   | 1716            | 1719         | |
| José de Azlor y Virto de Vera       | 1719            | 1722         | |
| Fernando Pérez de Almazán           | 1722            | 1727         | |
| Melchor de Mediavilla y Azcona      | 1727            | 1730         | |
| Juan Antonio Bustillo y Ceballos    | 1730            | 1734         | |
| Manuel de Sandoval                  | 1734            | 1736         | |
| Carlos Benites Franquis de Lugo     | 1736            | 1737         | |
| Prudencio de Orobio y Basterra      | 1737            | 1741         | |
| Tomás Felipe de Winthuisen          | 1741            | 1743         | |
| Justo Boneo y Morales               | 1743            | 1744         | |
| Francisco García Larios             | 1744            | 1748         | |
| Pedro del Barrio Junco y Espriella  | 1748            | 1751         | |
| Jacinto de Barrios y Jáuregui       | 1751            | 1759         | |
| Ángel de Martos y Navarrete         | 1759            | 1766         | |
| Hugo Oconór                         | 1767            | 1770         | |
| Juan María Vicencio                 | 1770            | 1778         | |
| Domingo Cabello y Robles            | 1778            | 1786         | |
| Bernardo Bonavía y Zapata           | 1786            | 1786         | |
| Rafael Martínez Pacheco             | 1786            | 1790         | |
| Manuel Muñoz                        | 1790            | 1798         | |
| José Irigoyen                       | 1798            | 1800         | |
| Juan Bautista Elguézabal            | 1800            | 1805         | |
| Manuel Antonio Cordero y Bustamante | 1805            | 1808         | |
| Manuel María de Salcedo             | 1808            | 1813         | Temporaneamente deposto da de las Casas                                                                  |
| Juan Bautista de las Casas          | 1811            | 1811         | Casas diventò governatore dopo un colpo di stato contro Salcedo per 39 giorni prima di essere arrestato. |
| Simón de Herrera                    | 1811            | 1811         | governatore ad interim                                                                                   |
| Cristóbal Domínguez                 | 1814            | 1817         | |
| Juan Ignacio Pérez                  | 1817            | 1817         | |
| Manuel Pardo                        | 1817            | 1817         | |
| Antonio María Martínez              | 1817            | 1821         | |

### Texas messicano
Dopo la guerra d'indipendenza del Messico, il territorio del Texas venne fuso con Coahuila per formare un nuovo stato, Coahuila y Tejas.
| Nome                               | Inizio Mandato | Fine mandato | Note |
| José Félix Trespalacios            | 1821           | 1823         |      |
| Luciano García                     | 1823           | 1824         |      |
| Rafael Gonzáles                    | 1824           | 1826         |      |
| Victor Blanco                      | 1826           | 1827         |      |
| José María Viesca                  | 1827           | 1830         |      |
| Ramón Músquiz                      | 1830           | 1831         |      |
| Juan Martín de Veramendi           | 1831           | 1833         |      |
| Juan José de Vidaurri y Villaseñor | 1833           | 1834         |      |
| Juan José Elguézabal               | 1834           | 1835         |      |
| José María Cantú                   | 1835           | 1835         |      |
| Agustín Viesca                     | 1835           | 1835         |      |
| Marciél Borrego                    | 1835           | 1835         |      |
| Ramón Músquiz                      | 1835           | 1835         |      |

### Rivoluzione texana
Durante la Rivoluzione del Texas, venne dichiarata l'indipendenza dal Messico. Un governo ad interim venne istituito in attesa delle elezioni.
| Nome              | Inizio mandato | Termine mandato | Note                |
| Henry Smith       | 1835           | gennaio 1836    | messo sotto accusa. |
| James W. Robinson | gennaio 1836   | 2 marzo 1836    |                     |

### Repubblica del Texas
| Nome              | Inizio mandato | Termine mandato | Note |
| David G. Burnet   | 1836           | 1836            | Burnet County; Vicepresidente del Texas durante il mandato di Lamar, eletto senatore degli Stati Uniti nel 1866.                                                      |
| Sam Houston       | 1836           | 1838            | Houston; Houston County; Indicato come il primo Presidente della Repubblica del Texas. In precedenza è stato senatore, governatore e rappresentante per il Tennessee. |
| Mirabeau B. Lamar | 1838           | 1841            | Lamar County; Ministro a Nicaragua. |
| Sam Houston       | 1841           | 1844            | |
| Anson Jones       | 1844           | 1846            | Jones County. |

### Stato del Texas
Partiti
  Democratico (39)    Repubblicano (7)    Unionista (1)    Indipendente (1)   Militare (1) 
| #  | Foto | Nome                     | Mandato          | Mandato           | Partito      |
| #  | Foto | Nome                     | Inizio           | Termine           | Partito      |
| -- | ---- | ------------------------ | ---------------- | ----------------- | ------------ |
| 1  |      | James Pinckney Henderson | 19 febbraio 1846 | 21 dicembre 1847  | Democratico  |
| 2  |      | George T. Wood           | 21 dicembre 1847 | 21 dicembre 1849  | Democratico  |
| 3  |      | Peter Hansborough Bell   | 21 dicembre 1849 | 23 novembre 1853  | Democratico  |
| 4  |      | James W. Henderson       | 23 novembre 1853 | 21 dicembre 1853  | Democratico  |
| 5  |      | Elisha M. Pease          | 21 dicembre 1853 | 21 dicembre 1857  | Unionista    |
| 6  |      | Hardin R. Runnels        | 21 dicembre 1857 | 21 dicembre 1859  | Democratico  |
| 7  |      | Sam Houston              | 12 dicembre 1859 | 16 marzo 1861     | Indipendente |
| 8  |      | Edward Clark             | 16 marzo 1861    | 7 novembre 1861   | Democratico  |
| 9  |      | Francis Lubbock          | 7 novembre 1861  | 5 novembre 1863   | Democratico  |
| 10 |      | Pendleton Murrah         | 5 novembre 1863  | 17 giugno 1865    | Democratico  |
| 11 |      | Andrew J. Hamilton       | 17 giugno 1865   | 9 agosto 1866     | Militare     |
| 12 |      | James W. Throckmorton    | 9 agosto 1866    | 8 agosto 1867     | Democratico  |
| 13 |      | Elisha M. Pease          | 8 giugno 1867    | 30 settembre 1869 | Repubblicano |
| 14 |      | Edmund J. Davis          | 8 gennaio 1870   | 15 gennaio 1874   | Repubblicano |
| 15 |      | Richard Coke             | 15 gennaio 1874  | 21 dicembre 1876  | Democratico  |
| 16 |      | Richard B. Hubbard       | 21 dicembre 1876 | 21 gennaio 1879   | Democratico  |
| 17 |      | Oran M. Roberts          | 21 gennaio 1879  | 16 gennaio 1883   | Democratico  |
| 18 |      | John Ireland             | 16 gennaio 1883  | 20 gennaio 1887   | Democratico  |
| 19 |      | Lawrence Sullivan Ross   | 18 gennaio 1887  | 20 gennaio 1891   | Democratico  |
| 20 |      | Jim Hogg                 | 20 gennaio 1891  | 15 gennaio 1895   | Democratico  |
| 21 |      | Charles A. Culberson     | 15 gennaio 1895  | 17 gennaio 1899   | Democratico  |
| 22 |      | Joseph D. Sayers         | 17 gennaio 1899  | 20 gennaio 1903   | Democratico  |
| 23 |      | S. W. T. Lanham          | 20 gennaio 1903  | 15 gennaio 1907   | Democratico  |
| 24 |      | Thomas Mitchell Campbell | 15 gennaio 1907  | 17 gennaio 1911   | Democratico  |
| 25 |      | Oscar Branch Colquitt    | 17 gennaio 1911  | 19 gennaio 1915   | Democratico  |
| 26 |      | James E. "Pa" Ferguson   | 19 gennaio 1915  | 25 agosto 1917    | Democratico  |
| 27 |      | William P. Hobby         | 25 agosto 1917   | 18 gennaio 1921   | Democratico  |
| 28 |      | Pat Morris Neff          | 18 gennaio 1921  | 20 gennaio 1925   | Democratico  |
| 29 |      | Miriam A. "Ma" Ferguson  | 20 gennaio 1925  | 17 gennaio 1927   | Democratico  |
| 30 |      | Dan Moody                | 17 gennaio 1927  | 20 gennaio 1931   | Democratico  |
| 31 |      | Ross S. Sterling         | 20 gennaio 1931  | 17 gennaio 1933   | Democratico  |
| 32 |      | Miriam A. "Ma" Ferguson  | 17 gennaio 1933  | 15 gennaio 1935   | Democratico  |
| 33 |      | James V. Allred          | 15 gennaio 1935  | 17 gennaio 1939   | Democratico  |
| 34 |      | W. Lee O'Daniel          | 17 gennaio 1939  | 4 agosto 1941     | Democratico  |
| 35 |      | Coke R. Stevenson        | 4 agosto 1941    | 21 gennaio 1947   | Democratico  |
| 36 |      | Beauford H. Jester       | 21 gennaio 1947  | 11 luglio 1949    | Democratico  |
| 37 |      | Allan Shivers            | 11 luglio 1949   | 15 gennaio 1957   | Democratico  |
| 38 |      | Price Daniel             | 15 gennaio 1957  | 21 gennaio 1963   | Democratico  |
| 39 |      | John Connally            | 15 gennaio 1963  | 21 gennaio 1969   | Democratico  |
| 40 |      | Preston Smith            | 21 gennaio 1969  | 16 gennaio 1973   | Democratico  |
| 41 |      | Dolph Briscoe            | 16 gennaio 1973  | 16 gennaio 1979   | Democratico  |
| 42 |      | Bill Clements            | 16 gennaio 1979  | 18 gennaio 1983   | Repubblicano |
| 43 |      | Mark White               | 18 gennaio 1983  | 20 gennaio 1987   | Democratico  |
| 44 |      | Bill Clements            | 20 gennaio 1987  | 15 gennaio 1991   | Repubblicano |
| 45 |      | Ann Richards             | 15 gennaio 1991  | 17 gennaio 1995   | Democratico  |
| 46 |      | George W. Bush           | 17 gennaio 1995  | 21 dicembre 2000  | Repubblicano |
| 47 |      | Rick Perry               | 21 dicembre 2000 | 20 gennaio 2015   | Repubblicano |
| 48 |      | Greg Abbott              | 20 gennaio 2015  | In carica         | Repubblicano |